# Monzonita
Monzonita es una roca ígnea intrusiva. Se compone de cantidades aproximadamente iguales de plagioclasa y feldespato alcalino, con menos de 5 %, en peso, de cuarzo. Puede contener cantidades menores de hornblenda, biotita y otros minerales. Si el cuarzo constituye más del 5 %, la roca se denomina monzonita de cuarzo.
Si la roca tiene un mayor porcentaje de feldespato alcalino, se califica como sienita. Con un aumento en la plagioclasa cálcica y los minerales máficos, el tipo de roca se convierte en diorita. La roca volcánica equivalente es la latita.

## Etimología
Monzonita debe su nombre a la sierra de Monzoni, en Val di Fassa, provincia de Trento, (Italia) donde es abundante. Como las definiciones de rocas se han sistematizado y codificado, esta asociación ha perdido relevancia para la definición de rocas.